# Валківська міська рада
Ва́лківська міська́ ра́да — адміністративно-територіальна одиниця та орган місцевого самоврядування в Валківському районі Харківської області. Адміністративний центр — місто Валки.

## Загальні відомості
- Валківська міська рада утворена в 1938 році.
- Територія ради: 13,19 км²
- Населення ради: 9 528 осіб (станом на 1 січня 2011 року)
- Територією ради протікає річка Мжа.

## Населені пункти
Міській раді підпорядковані населені пункти:
- м. Валки

## Історія
Вперше містечко Валки затверджувалося містом у 1780 році. До 1938 року — селище міського типу, повторно перетворене на місто.

## Склад ради
Рада складається з 26 депутатів та голови.
- Голова ради: Скрипніченко Валерій Володимирович
- Секретар ради: Кривич Антоніна Іванівна

### Керівний склад попередніх скликань
| Прізвище, ім'я, по батькові        | Основні відомості                                                       | Дата обрання | Дата звільнення |
| ---------------------------------- | ----------------------------------------------------------------------- | ------------ | --------------- |
| Пересада Віталій Петрович          | Міський голова, 1950 року народження, безпартійний                      | 26.03.2006   | 13.05.2009      |
| Скрипніченко Валерій Володимирович | Міський голова, 1963 року народження, освіта вища, член Партії регіонів | 31.10.2010   |                 |

Примітка: таблиця складена за даними сайту Верховної Ради України

### Депутати
За результатами місцевих виборів 2015 року депутатами ради стали:

#### За суб'єктами висування
| Суб'єкт висування                                       | Кількість обраних депутатів | %    |
| ------------------------------------------------------- | --------------------------- | ---- |
| Політична партія БПП «Солідарність»                     | 6                           | 23,1 |
| Політична партія Всеукраїнське об'єднання «Батьківщина» | 6                           | 23,1 |
| Політична партія «Відродження»                          | 6                           | 23,1 |
| Політична партія «Наш край»                             | 3                           | 11,5 |
| Політична партія «Сила людей»                           | 3                           | 11,5 |
| Політична партія «Нова держава»                         | 2                           | 7,7  |

#### За округами
| Прізвище, ім'я, по батькові                             | Дата визнання обраним | Освіта              | Партійна приналежність                        | Відомості про обраного депутата                                                                          |
| ------------------------------------------------------- | --------------------- | ------------------- | --------------------------------------------- | --- |
| Політична партія «Нова держава»                         |                       |                     |                                               | |
| Деркач Василь Сергійович                                | 13.11.2015            | середня             | позапартійний                                 | пенсіонер                                                                                                |
| Лях Галина Яковлівна                                    | 13.11.2015            | середня             | позапартійна                                  | пенсіонер                                                                                                |
| Політична партія БПП «Солідарність»                     |                       |                     |                                               | |
| Бородіна Ірина Володимирівна                            | 13.11.2015            | вища                | позапартійна                                  | Валківський дитячий навчачальний заклад "Веселка", завідувач                                             |
| Власенко Євгеній Володимирович                          | 13.11.2015            | вища                | член партії БПП «Солідарність»                | тимчасово не працює                                                                                      |
| Лисяк Микола Сергійович                                 | 13.11.2015            | вища                | член партії БПП «Солідарність»                | КП "Благоустрій", директор                                                                               |
| Ніколаєв Володимир Іванович                             | 13.11.2015            | вища                | позапартійний                                 | пенсіонер                                                                                                |
| Харченко Олександр Леонідович                           | 13.11.2015            | вища                | позапартійний                                 | служба в Збройних Силах України                                                                          |
| Осадча Наталія Миколаївна                               | 13.11.2015            | вища                | позапартійна                                  | Валківська райдержадміністрація, заступник голови                                                        |
| Політична партія «Відродження»                          |                       |                     |                                               | |
| Кабанцова Людмила Петрівна                              | 13.11.2015            | вища                | позапартійна                                  | Валківське районне відділення Фонду соціального страхування, головний бухгалтер                          |
| Надьон Наталія Станіславівна                            | 13.11.2015            | вища                | позапартійна                                  | приватний підприємець                                                                                    |
| Обихвіст Ірина Олексіївна                               | 13.11.2015            | вища                | позапартійна                                  | Валківська районна газета "Сільські новини", головний редактор                                           |
| Орлова Марина Ігорівна                                  | 13.11.2015            | вища                | позапартійна                                  | КЗОЗ "Валківська ЦРЛ", лікар фтизіатр-пульманолог                                                        |
| Цікало Ганна Григорівна                                 | 13.11.2015            | середня             | позапартійна                                  | пенсіонер                                                                                                |
| Яременко Микола Михайлович                              | 13.11.2015            | вища                | позапартійний                                 | пенсіонер                                                                                                |
| Політична партія Всеукраїнське об'єднання «Батьківщина» |                       |                     |                                               | |
| Калюжний Георгій Георгійович                            | 13.11.2015            | вища                | член Всеукраїнського об'єднання «Батьківщина» | приватний підприємець                                                                                    |
| Литвин Сергій Іванович                                  | 13.11.2015            | вища                | позапартійний                                 | приватний підприємець                                                                                    |
| Гудзенко Юрій Анатолійович                              | 13.11.2015            | вища                | член Всеукраїнського об'єднання «Батьківщина» | приватний підприємець                                                                                    |
| Губська Таміла Валентинівна                             | 13.11.2015            | вища                | позапартійна                                  | Валківський ліцей ім. О. Масельського, вчитель                                                           |
| Воловик Максим Олександрович                            | 13.11.2015            | професійно-технічна | член Всеукраїнського об'єднання «Батьківщина» | учасник АТО                                                                                              |
| Гончаренко Андрій Миколайович                           | 13.11.2015            | вища                | член Всеукраїнського об'єднання «Батьківщина» | АК "Харківобленерго", електромонтер                                                                      |
| Політична партія «Наш край»                             |                       |                     |                                               | |
| Кривич Антоніна Іванівна                                | 13.11.2015            | вища                | позапартійна                                  | Редакція Валківської районної газети «Сільські новини», завідувачка відділу листів та соціальних проблем |
| Бушнов Валерій Васильович                               | 13.11.2015            | вища                | позапартійний                                 | приватний підприємець                                                                                    |
| Шейко Олександра Вікторівна                             | 13.11.2015            | вища                | позапартійна                                  | пенсіонер                                                                                                |
| 'Політична партія «Сила людей»'                         |                       |                     |                                               | |
| Яровой Олександр Іванович                               | 13.11.2015            | вища                | член партії «Сила людей»                      | тимчасово не працює                                                                                      |
| Давидов Олександр Володимирович                         | 13.11.2015            | вища                | позапартійний                                 | Валківський ВП ГУНП в Харківській обл, старший слідчий                                                   |
| Великобрат Галина Федорівна                             | 13.11.2015            | середня             | позапартійна                                  | пенсіонер                                                                                                |